# Станишићи (етно-село)
Етно-село „Станишићи“ је етно-село у околини Бијељине, на Павловића путу, три километра од града. Власник и творац комплекса је Борислав Станишић.